# Бочче
Бо́чче (итал. bocce) — спортивная игра с шаром на точность.

## История

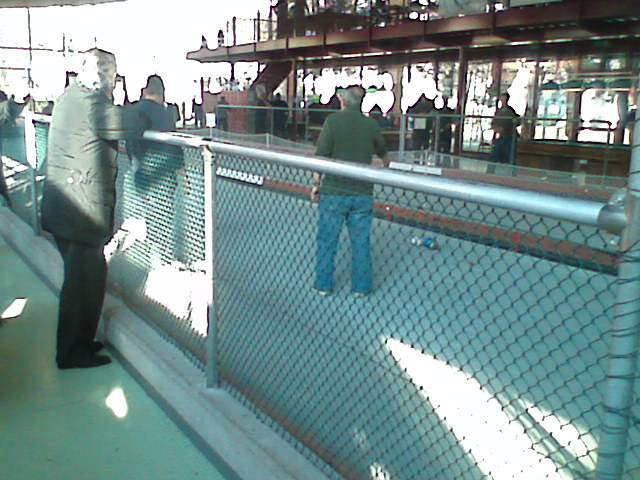
Любители бочче в Монце

Бочче принадлежит к семейству игр с шаром, близких к боулингу, петанку и боулзу, имеющих общие истоки в античных играх, распространённых на территории Римской империи. Созданная в своём нынешнем виде в Италии (где называется bocce, множественная форма от итальянского слова boccia, что переводится как «шары»), игра распространена по всей Европе и на других континентах, куда была завезена итальянскими мигрантами. Игра известна в Австралии, Северной Америке и Южной Америке (где её называют bochas; «bolas criollas» в Венесуэле). Вначале игра была распространена только среди мигрантов, но со временем стала популярна среди других слоёв общества. Игра также известна в Сербии как «boćanje» («боћање») и в Хорватии как «boćanje», «bućanje», или «balote» в зависимости от региона. Во Франции известна как «Le jeu Lyonnais».

## Правила игры

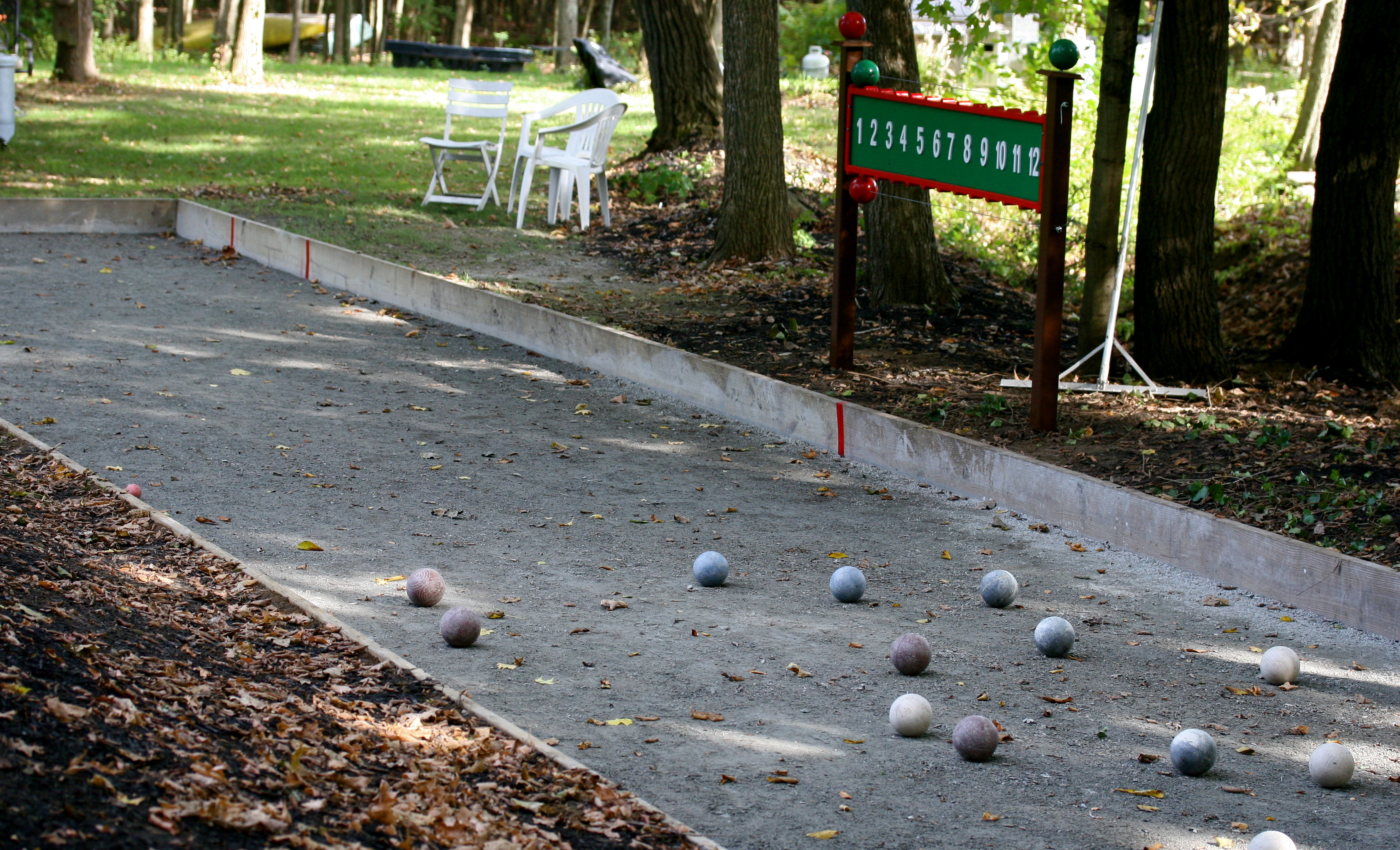
Корт для бочче

В бочче традиционно играют на земле или асфальтовых кортах размера приблизительно 20, 27 метров в длину и 2,5, 4 метра в ширину, иногда с деревянными бортами вокруг корта высотой около 15 сантиметров. Шары бочче могут быть сделаны из металла или из различных сортов пластика. Шары бочче сферичны и не имеют отверстий.
Есть много вариантов этой игры, с различными правилами и различным числом игроков. Игра может проводиться между двумя людьми или двумя командами. Каждой стороне даётся по 4 шара. В команде может быть до четырёх человек. Есть варианты игры с меняющимся числом игроков и с большим числом команд (при объединении наборов для игры). Матч начинается со жребия, дающего возможность бросить меньший шар, паллино (pallino, иногда boccino). Иногда паллино устанавливается в отведённом для этого месте. После этого каждая сторона бросает шары по очереди, стараясь, чтобы их шары были как можно ближе к паллино. При этом разрешается выбивать шары противника от паллино. Партия заканчивается, когда все шары брошены. Так же как и правил, существует множество способов подсчёта очков по окончании игры. Как правило, наибольшее число очков даётся игроку, чей шар оказался ближе всех к паллино, меньшее число очков даётся игроку, чей шар оказался дальше ближайшего, и так далее. Обычно наибольшее число очков равно числу участвующих в игре шаров.
Существует два типа бросков:
- Accosto (близко) или puntata (удар), это бросок, при котором стараются попасть как можно ближе к паллино. Игроки, которые специализируются на этом типе броска, называются «puntisti» или «accostatori».
- Боччата, также зовётся volo (полёт) или raffa (насилие), это сильный бросок, при котором стараются либо отбить как можно дальше шар противника от паллино, либо отбить паллино от них. Игроки, специализирующиеся на таком типе игры, называются «bocciatori».

## Мировые и европейские чемпионаты по спортивному бочче
Первый чемпионат мира по бочче прошёл в 1947 году. В те времена программа первенства планеты включала всего одну дисциплину — парную игру. На данный момент спортсмены на чемпионате мира соревнуются в 6 видах программы.
Дисциплины:
- Одиночная игра
- Парная игра
- Круг
- Точность
- Прогрессив
- Эстафета

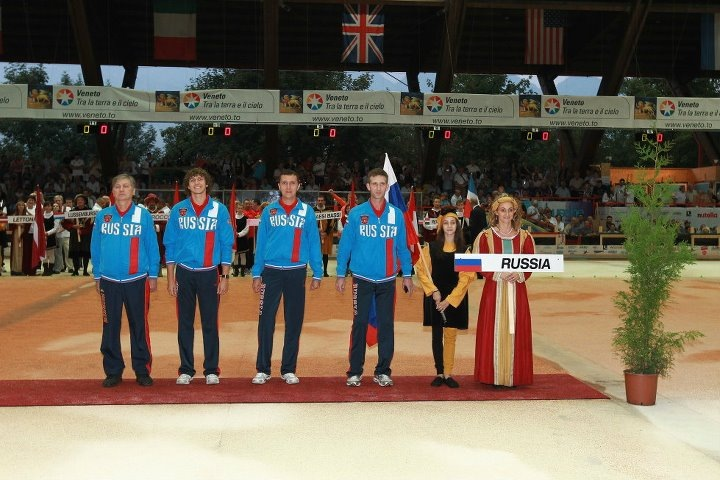
Сборная России на ЧМ по бочче 2011 в Фельтре

Мировыми лидерами в этом виде спорта являются Италия, Франция, Словения и Хорватия. Представители этих стран увозят основную массу всех медалей первенства.
Чемпионаты мира по бочче проводятся по нечётным годам, а чемпионаты Европы — по чётным, поэтому спортсмены имеют возможность ежегодно принимать участие в столь крупных соревнованиях. Помимо мужских чемпионатов, проводятся женские и молодёжные международные форумы.
Сборная России по бочче, состоящая из игроков Санкт-Петербурга, с 2006 года активно принимает участие в мировых и континентальных первенствах.

## Выдающиеся игроки
Игроку в бочче Умберто Граналья (итал. Umberto Granaglia, 20.05.1931—13.12.2008) Всемирная конфедерация спорта с шарами (итал. Confédération Mondiale des Sports de Boules) присвоила звание «Игрок двадцатого века».

## Бочче в России
В 2018 году в России создана Всероссийская федерация боулспорта, объединяющая три направления: петанк, бочче-раффа и бочче-воло.
Ежегодно проводится неофициальный чемпионат Москвы — турнир «Московский шар», а также другие любительские турниры. Сборная команда России регулярно выезжает на европейские и международные соревнования.
Также существует Федерация спортивной игры бочче Санкт-Петербурга, представители которой ежегодно принимают участие в мировых и европейских чемпионатах по этому виду спорта.